# Львівська кристалохімічна школа
Львівська кристалохімічна школа — неофіційна назва підрозділу кафедри неорганічної хімії Львівського національного університету ім. Івана Франка, де проводяться науково-дослідні роботи в галузі кристалохімії інтерметалідів, гідридів та оксидів. Її «мозковим центром» був доцент Петро-Богдан Крип'якевич.
Львівська кристалохімічна школа заснована у 1960-их роках вченими кафедри неорганічної хімії Львівського університету і розвивалася за підтримки видатних учених – академіків М. Бєлова та  Івана Францевича. Здобула світове визнання. Організаторами Львівської кристалохімічної школи були завідувачі кафедри неорганічної хімії університету професори Євген Черкашин, Євген Гладишевський, Оксана Бодак. Теоретичні здобутки пов'язані найбільшою мірою з іменем доцента кафедри Петра Крип'якевича, якого заслужено вважали її «мозковим центром». 
Кафедра неорганічної хімії заснована у 1895 році; викладачі читали курси неорганічної, аналітичної та фізичної хімії для студентів філософського, медичного та природничого факультетів. З 1945 року кафедра неорганічної хімії увійшла в склад хімічного факультету і готує хіміків-неорганіків.
Завідувачі кафедрою:
Євген Черкашин (1945-1968)
Євген Гладишевський (1968-1989)
Оксана Бодак (1989-2005)
З 2006 р. завідує кафедрою Роман Гладишевський.

## Наукові здобутки
Ученими Львівської кристалохімічної школи синтезовано і визначено кристалічну структуру 5000 інтерметалідів (зі 45000 відомих нині), за останніх 20 років — понад 1700 сполук. Розшифровано 350 нових структурних типів (із понад 4000 відомих сьогодні), упродовж останніх 20 років — понад 150 нових структурних типів. Для більшості сполук досліджено комплекс фізичних і хімічних властивостей, встановлено ряд закономірностей склад-структура-властивості, що стало науковою основою створення технічно важливих матеріалів. Досліджено взаємодію 3000 потрійних систем. 
За час існування школи 135 випускників кафедри захистили кандидатські, а 23 — докторські дисертації у галузі неорганічної хімії. 
Співробітники кафедри співпрацюють з відомими науковими центрами, зокрема Інститутом низьких температур і структурних досліджень (м. Вроцлав, Польща), Віденським університетом (Австрія), університетом Генуї (Італія), Вестфальським університетом імені Вільгельма (м. Мюнстер, Німеччина), Дармштадтським технічним університетом (Німеччина), Інститутом хімічної фізики твердого тіла (Макс Планк, м. Дрезден, Німеччина), Університетом м. Ренн (Франція), Лабораторією кристалографії та магнетизму Національного центру наукових досліджень (м. Гренобль, Франція), Женевським університетом (Швейцарія). У Львові регулярно проводять міжнародні конференції з кристалохімії інтерметалічних сполук. У 2007 відбулася десята така конференція за участю вчених із десяти країн світу. 
Щорічно науковці Львівської кристалохімічної школи публікують понад 100 наукових статей у провідних фахових виданнях. Від 2008 р. Львівський національний університет ім. Івана Франка видає міжнародний науковий журнал «Chemistry of Metals and Alloys – Хімія металів і сплавів».